# Spirit of Tasmania
Spirit of Tasmania (nom commercial de l'entreprise TT-Line Company) est une compagnie de navigation maritime australienne détenue par le gouvernement de Tasmanie. Fondée en 1985, l'entreprise assure le transport de passagers, de véhicules et de fret en car-ferry entre les États australiens du Victoria et de Tasmanie.

## Histoire

### 1985-1993
La société TT-Line Company (TT signifiant « Transport of Tasmania ») est créée en 1985 à la suite de l'interruption des services de la compagnie publique Australian National Line (ANL) à travers le détroit de Bass. Afin de maintenir un service régulier entre les États de Victoria et de Tasmanie, le ministère des Transports du gouvernement de Tasmanie rachète pour 26 millions de dollars le car-ferry Nils Holgersson à la compagnie ouest-allemande TT-Line. Rebaptisé Abel Tasman, le navire est mis en service le 1er juillet 1985 entre Melbourne et Devonport. Bien que TT-Line Company et TT-Line aient le même nom, les deux société n'ont aucune affiliation, si ce n'est la transaction concernant le navire.

### 1993-2002

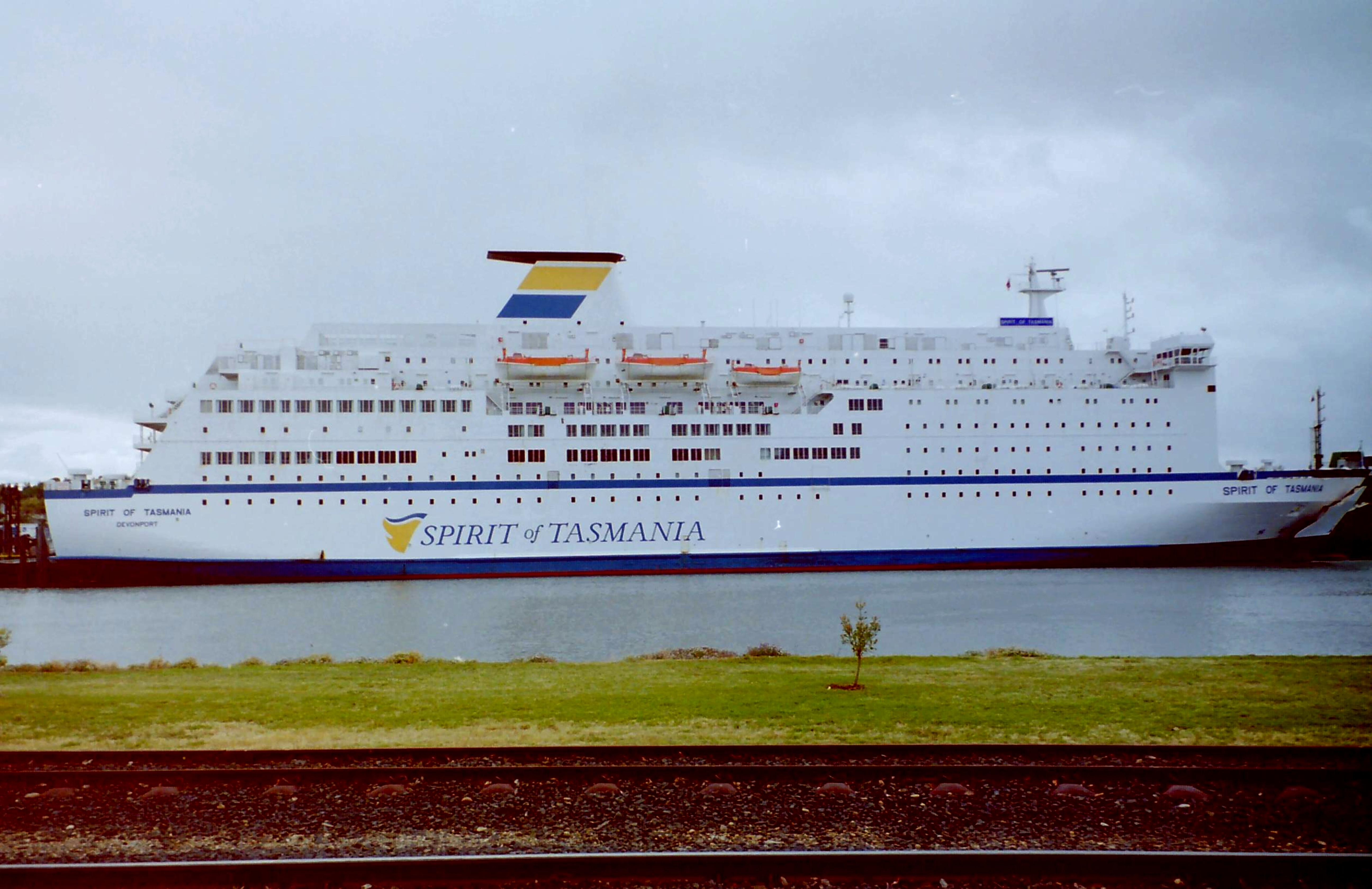
Le Spirit of Tasmania.

En 1993, le ministère des Transports fait l'acquisition à TT-Line du car-ferry Peter Pan pour la somme de 150 millions de dollars. Long de 161 mètres et pouvant transporter 1 700 passagers et 550 véhicules, il prend le nom de Spirit of Tasmania et remplace l‘Abel Tasman qui est revendu l'année suivante. 
Le 1er novembre 1993, la propriété de la compagnie est directement transférée au gouvernement de Tasmanie. L'entreprise adopte également à cette période le nom commercial de « Spirit of Tasmania ». 
En 1997, afin de pallier les interruptions temporaires du service dues aux arrêts techniques du Spirit of Tasmania, la compagnie affrète le catamaran Incat 046 sous le nom de The Devil Cat. Spirit of Tasmania aura plusieurs fois recours à l'affrètement de ce navire où d'autres unités similaires par la suite, notamment en septembre 1999 lorsque le Spirit of Tasmania se retrouve immobilisé deux semaines en raison d'une contamination de son carburant.

### Depuis 2002

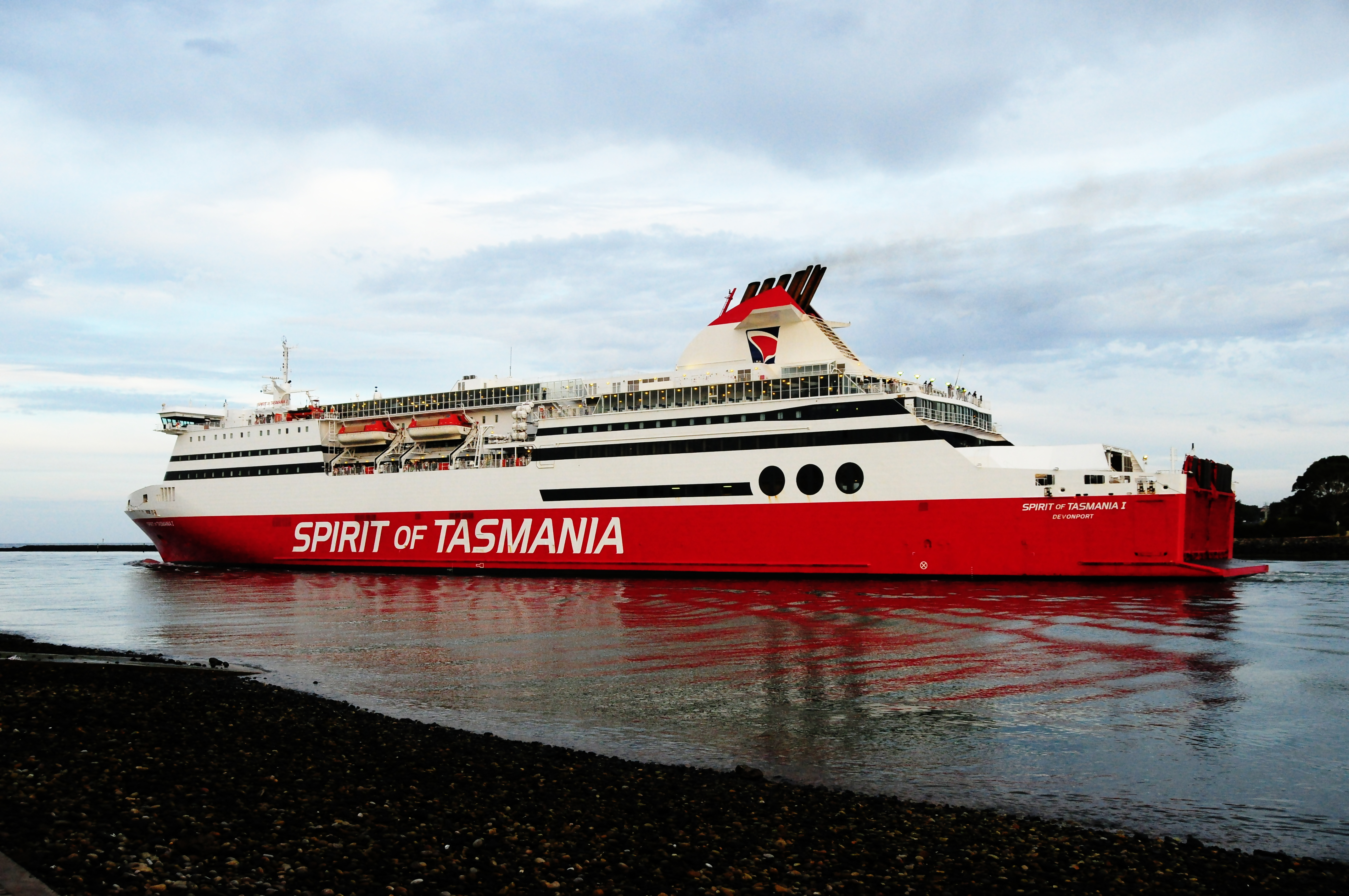
Le Spirit of Tasmania I, naviguant pour la compagnie depuis 2002.

En 2002, le gouvernement de Tasmanie annonce le remplacement du Spirit of Tasmania par deux navires rapides jumeaux de 195 mètres achetés à la compagnie grecque Superfast Ferries. Livrés en juillet 2002, les nouveaux Spirit of Tasmania I et Spirit of Tasmania II sont mis en service au mois de septembre. 

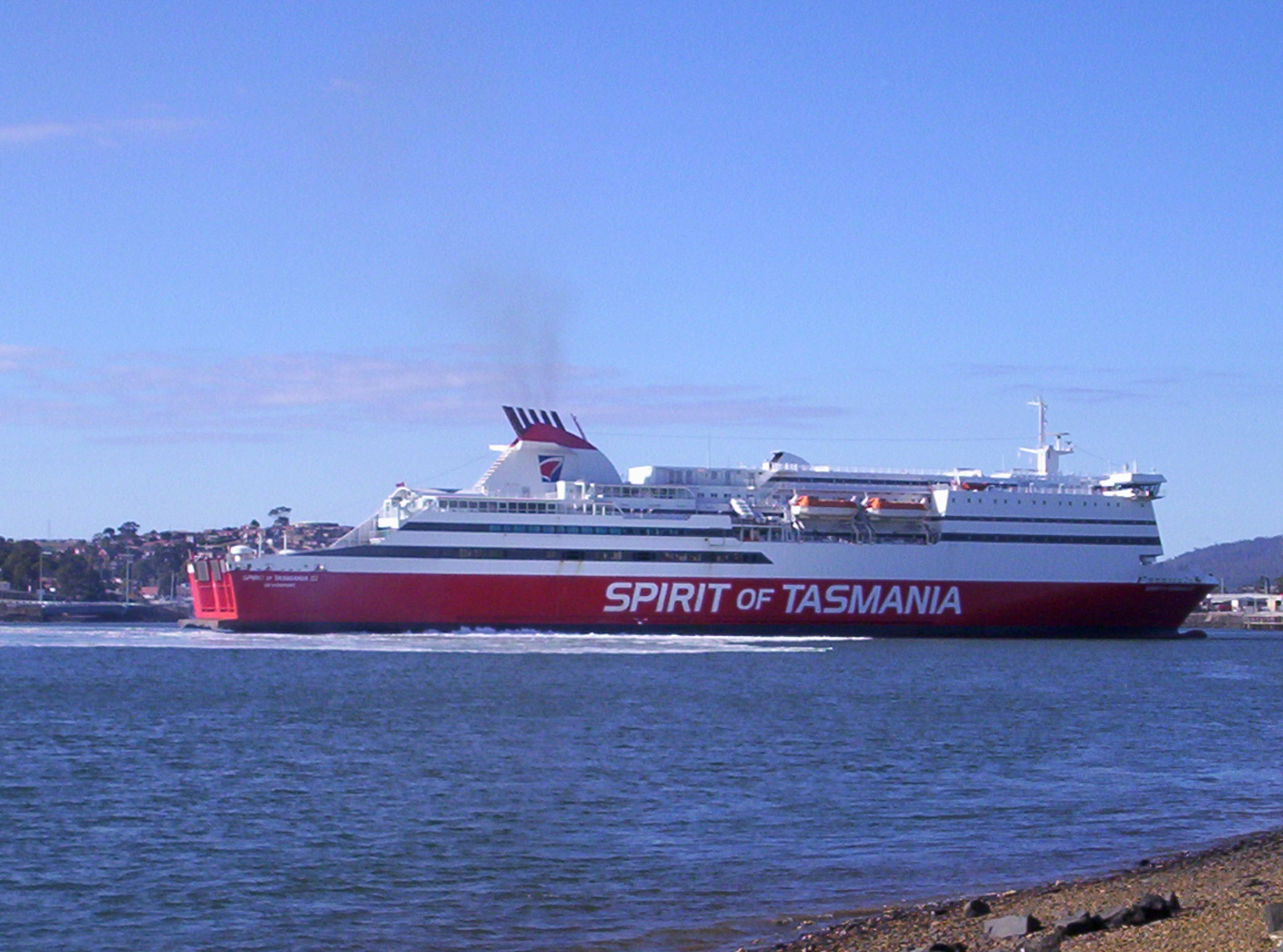
Le Spirit of Tasmania III, exploité de 2004 à 2006 entre Sydney et Devonport.

L'année suivante, la compagnie annonce l'ouverture d'un nouveau service subventionné entre la Tasmanie et Sydney. À cet effet, un troisième navire est acquis, le Superfast II, également racheté à Superfast Ferries. Plus ancien et légèrement moins imposant que les navires précédent, il prend le nom de Spirit of Tasmania III. Mis en service le 13 janvier 2004, l'exploitation de ce navire se révèlera toutefois déficitaire, ce qui conduira à la fermeture de la ligne et à son retrait en août 2006.
Le 8 décembre 2017, Spirit of Tasmania annonce son intention de remplacer la flotte actuelle par deux unités neuves. Ces nouveaux navires, prévus pour avoir une capacité passager et fret respectivement supérieure de 43% et 39%, sont commandés dès le mois de janvier 2018 aux chantiers allemands Flensburger Schiffbau-Gesellschaft pour une livraison en 2021 et 2022,.
Le projet sera cependant retardé en février 2020 en raison de la faillite des chantiers, conduisant à la résiliation du contrat de construction des deux navires. Un nouveau contrat sera 
par la suite signé avec les chantiers finlandais Rauma Marine Constructions.

## La Flotte

### Flotte actuelle
| Navire                | Pavillon | Type         | Mise en service | Entrée dans la flotte | tonnage    | Longueur | Largeur | Capacité  | Capacité  | Capacité  | Vitesse    | Statut     |
| Navire                | Pavillon | Type         | Mise en service | Entrée dans la flotte | tonnage    | Longueur | Largeur | Passagers | Véhicules | Remorques | Vitesse    | Statut     |
| --------------------- | -------- | ------------ | --------------- | --------------------- | ---------- | -------- | ------- | --------- | --------- | --------- | ---------- | ---------- |
| Spirit of Tasmania I  |          | Navire mixte | 1998            | 2002                  | 29 067 UMS | 194,30 m | 25 m    | 1 400     | 1 000     | 120       | 28,5 nœuds | En service |
| Spirit of Tasmania II |          | Navire mixte | 1998            | 2002                  | 29 067 UMS | 194,30 m | 25 m    | 1 400     | 1 000     | 120       | 28,5 nœuds | En service |

### Anciens navires
| Navire                 | Pavillon | Type                    | Mise en service | Période   | tonnage    | Longueur | Largeur | Passagers | Véhicules | Vitesse    | Statut |
| ---------------------- | -------- | ----------------------- | --------------- | --------- | ---------- | -------- | ------- | --------- | --------- | ---------- | --- |
| Spirit of Tasmania III |          | Navire mixte            | 1995            | 2003-2006 | 23 663 UMS | 173,70 m | 24 m    | 1 400     | 830       | 27,9 nœuds | Navigue depuis 2006 pour la compagnie corse Corsica Ferries - Sardinia Ferries sous le nom de Mega Express Four. |
| Spirit of Tasmania     |          | Ferry                   | 1986            | 1993-2002 | 31 356 UMS | 161,53 m | 28,20 m | 1 700     | 550       | 21 nœuds   | Navigue actuellement pour la compagnie danoise DFDS sous le nom de Princess Seaways.                             |
| Condor 10              |          | Navire à grande vitesse | 1992            | 1999      | 3 241 UMS  | 74,30 m  | 26 m    | 580       | 90        | 39 nœuds   | Navigue actuellement en Corée du Sud.                                                                            |
| Incat 050              |          | Navire à grande vitesse | 1998            | 1998-1999 | 5 029 UMS  | 96 m     | 26 m    | 600       | 240       | 42 nœuds   | Navigue actuellement au Royaume-Uni sous le nom de Manannan.                                                     |
| Incat 045              |          | Navire à grande vitesse | 1997            | 1997      | 5 007 UMS  | 86,62 m  | 26 m    | 900       | 200       | 44 nœuds   | Navigue actuellement pour la compagnie Condor Ferries sous le nom de Condor Rapide.                              |
| The Devil Cat          |          | Navire à grande vitesse | 1997            | 1997      | 5 617 UMS  | 91,30 m  | 26 m    | 890       | 240       | 43 nœuds   | Navigue actuellement dans l'archipel de Trinité-et-Tobago sous le nom de T&T Express.                            |
| Abel Tasman            |          | Ferry                   | 1975            | 1985-1994 | 19 212 UMS | 148,88 m | 23,50 m | 1 800     | 470       | 21 nœuds   | Abandonné en Grèce depuis 2014 à 2022, vendu pour être démoli à Aliaga en 2022                                   |

## Lignes desservies
| Ligne                 | Navires                                       |
| --------------------- | --------------------------------------------- |
| Devonport - Melbourne | Spirit of Tasmania I et Spirit of Tasmania II |